# Tatort: Der schwarze Skorpion
Der schwarze Skorpion ist ein Fernsehfilm aus der Kriminalreihe Tatort der ARD und des ORF. Der Film wurde vom Norddeutschen Rundfunk produziert und am 15. Oktober 2000 erstmals ausgestrahlt. Es handelt sich um die Tatort-Folge 456. Für den Kriminalhauptkommissar Paul Stoever (Manfred Krug) ist es der 40. Fall. Für seinen Kollegen Peter Brockmöller (Charles Brauer) ist es der 37. Fall, in dem er ermittelt.

## Handlung
Das Hamburger Team muss sich mit dem Tod des Wissenschaftlers Professor Arthur Sterndorff beschäftigen, der tot in seinem Haus mitten in Forschungsarbeiten mit Skorpionen aufgefunden wird. Die Vermutung, es könne sich um einen Arbeitsunfall handeln, da Sterndorff mit Skorpiongift experimentiert hat und hochallergisch darauf reagiert, wird schnell widerlegt durch die Tatsache, dass das Gift in seinem Körper nicht von seinen eigenen Skorpionen stammt, sondern von einem Kaiserskorpion, der nur einmal im Troparium des Tierparks Hagenbeck vorkommt. So fällt der Verdacht zunächst auf den dortigen Tierpfleger Justus Brandt.
Die Kommissare finden weiter heraus, dass der Professor mittels des Skorpiongiftes an einer Rezeptur arbeitete, die den Hautalterungsprozess stoppen soll. Entsprechend vergrößert sich der Kreis der Verdächtigen, denn selbst vor seinen engsten Mitarbeitern Dr. Natascha Severin und Dr. Karl Becker hielt er seine Ergebnisse unter Verschluss. Dr. Becker gerät in Verdacht, sich die Formel auf Sterndorffs Rechner aneignen zu wollen, behauptet aber gegenüber Stoever und Brockmöller, nur aus rein wissenschaftlichem Interesse gehandelt zu haben. Unterdessen knackt Dr. Severin den Labortresor und sichtet die Unterlagen gemeinsam mit dem Pharmahersteller Frederic Lohner, ihrem früheren Chef, der ihr für die Beschaffung der brisanten Formel einen hochdotierten Posten in seinem Unternehmen bietet. Als dies nichts bringt, droht er Dr. Severin.
Im weiteren Verlauf eröffnet Dr. Becker Dr. Severin, dass Sterndorff herausgefunden habe, wie der Wirkstoff synthetisiert werden könne. Ein Anschlag in der U-Bahn auf Dr. Becker, der verletzt überlebt, und kurz danach auf Justus Brandt mit einem weiteren Skorpion-Biss bringt große Brisanz in den Fall. Im letzten Moment stoppen Stoever und Brockmöller den fanatischen Lohner, wie er mit einer Giftspritze in der Hand das Passwort für die Zugangsdaten aus Dr. Severin pressen will.

## Produktionsnotizen
Die Erstausstrahlung sahen 7,71 Millionen Zuschauer, was einen Marktanteil von 21,07 % entspricht.
Der musikalische Beitrag des Freizeitmusikerduos Stoever/Brockmöller ist in dieser Folge Musik! Musik! Musik!
Als Hintergrundmusik zum Einbruch des als Clown maskierten Täters in das Haus des Professors und während dessen Ermordung mittels Skorpionenstich erklingt die Weidenarie aus der Oper "Otello" von Giuseppe Verdi.

## Kritik
Die Kritiker der Fernsehzeitschrift TV Spielfilm zeigten für die „solide Sonntagabend-Unterhaltung“ den Daumen zur Seite und befanden: „Der vorletzte „Tatort“ mit dem angehenden Polizeipensionär Manfred Krug ist durch ein schwaches Skript blass geraten.“